# Arcuavena singularis
Arcuavena singularis är en tvåvingeart som först beskrevs av Macquart 1846.  Arcuavena singularis ingår i släktet Arcuavena och familjen vapenflugor.
Artens utbredningsområde är Colombia. Inga underarter finns listade i Catalogue of Life.